# ميخائيل إس. شيري (كاتب)
ميخائيل إس. شيري (بالإنجليزية: Michael S. Sherry)‏ هو مؤرخ ومؤرخ عسكري وكاتب أمريكي، ولد في 1945.